# غازتوت

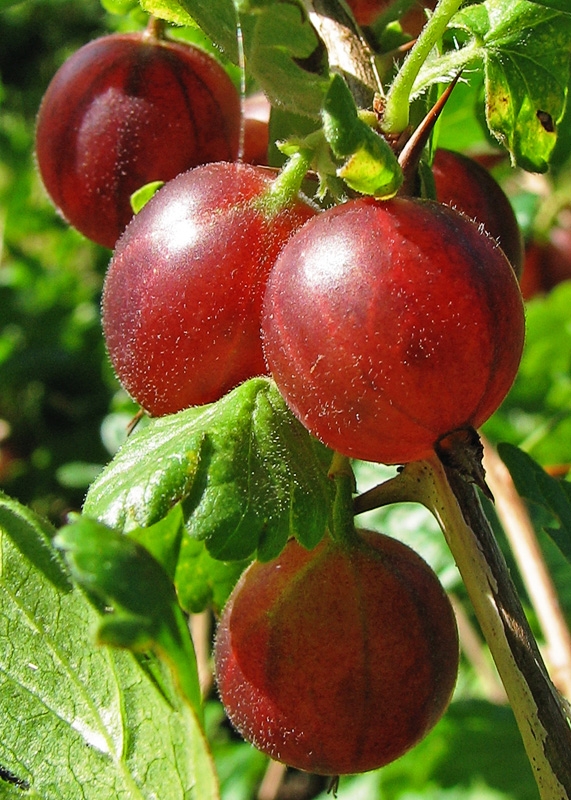
میوه غازتوت قرمز

غازتوت (به انگلیسی: Gooseberry)، (نام رایج بریتانیایی‌های جنوبی برای بسیاری از گونه‌ها است) انگورفرنگی، و همچنین تعداد زیادی از گیاهان با ظاهر مشابه، و همچنین چندین گیاه غیر مرتبط (به فهرست غازتوت مراجعه کنید). انواع توت‌ها در جنس انگورفرنگی (گاهی در جنس Grossularia قرار می‌گیرند) خوراکی هستند و ممکن است سبز، نارنجی، قرمز، بنفش، زرد، سفید یا سیاه باشند.

## ریشه‌شناسی

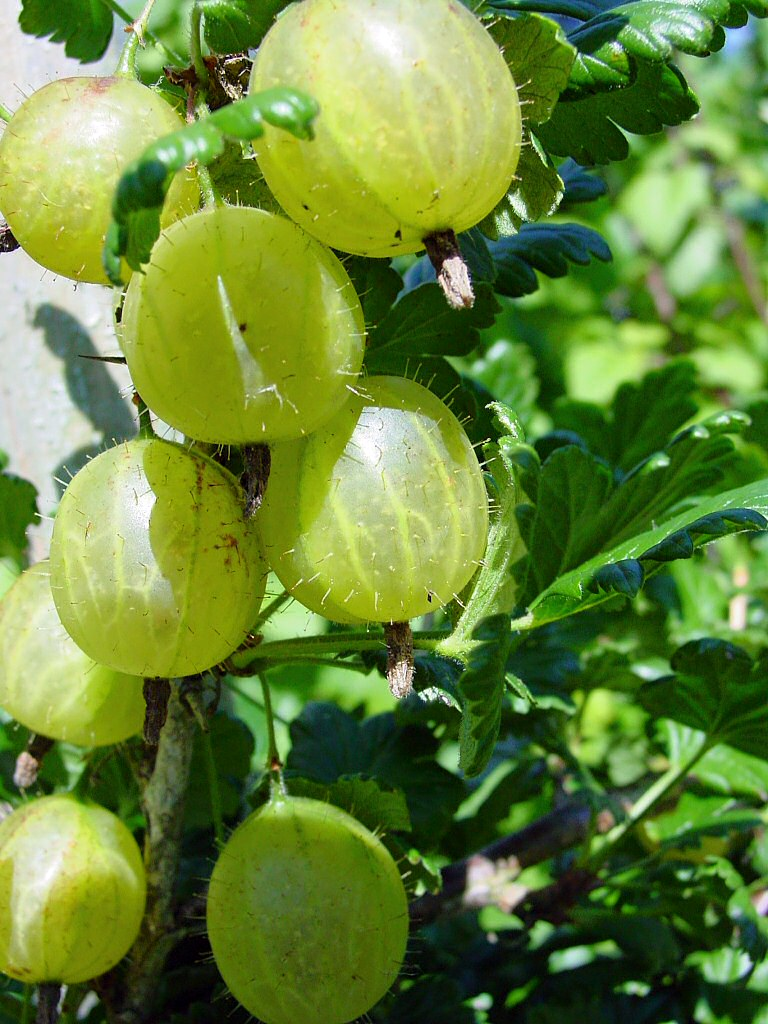
میوه غازتوت سبز

غاز موجود در غازتوت به اشتباه به‌عنوان یک انحراف کلمه هلندی انگورفرنگی (kruisbes) یا آلمان‌متحد زغال‌اخته (Krausbeere) یا اشکال قبلی فرانسوی توت (groseille) در نظر گرفته شده است. متناوباً، این کلمه به آلمانی میانه‌ای (krus) («پیچ، ترد»)، در لاتین به‌عنوان (grossularia) مرتبط شده است.
با این حال، فرهنگ لغت انگلیسی آکسفورد اشتقاق تحت‌اللفظی را از غاز و توت محتمل می‌داند زیرا «زمینه‌هایی که گیاهان و میوه‌ها بر اساس آن‌ها نام‌های مرتبط با حیوانات را دریافت کرده‌اند، اغلب غیرقابل توضیح است که نامناسب بودن معنی لزوماً دلیل خوبی برای آن‌ها نمی‌دهد. با اعتقاد به اینکه این کلمه مفسده ریشه‌شناختی است». در زبان فرانسوی انگورفرنگی (groseille à maquereau) است که به‌دلیل استفاده از آنها در سس ماهی خال‌مخالی در غذاهای قدیمی فرانسوی به‌عنوان «توت خال‌مخالی» ترجمه شده است. این کلمه اولین بار در قرن شانزدهم در زبان انگلیسی نوشتاری ظاهر شد. در بریتانیا، غازتوت را می‌توان به‌طور غیررسمی گوسگوگ نامید.
بوته غازتوت در قرن ۱۹ عامیانه برای موهای ناحیه تناسلی بود و از این ضرب‌المثل می‌آید که نوزادان «زیر بوته غازتوت به دنیا می‌آیند».

## بوم‌شناسی
خرس‌های سیاه، پرندگان مختلف و پستانداران کوچک توت‌ها را می‌خورند، در حالی که حیوانات شکارچی، کایوت‌ها، روباه‌ها و راکون‌ها شاخ و برگ‌ها را مرور می‌کنند.

## کشت

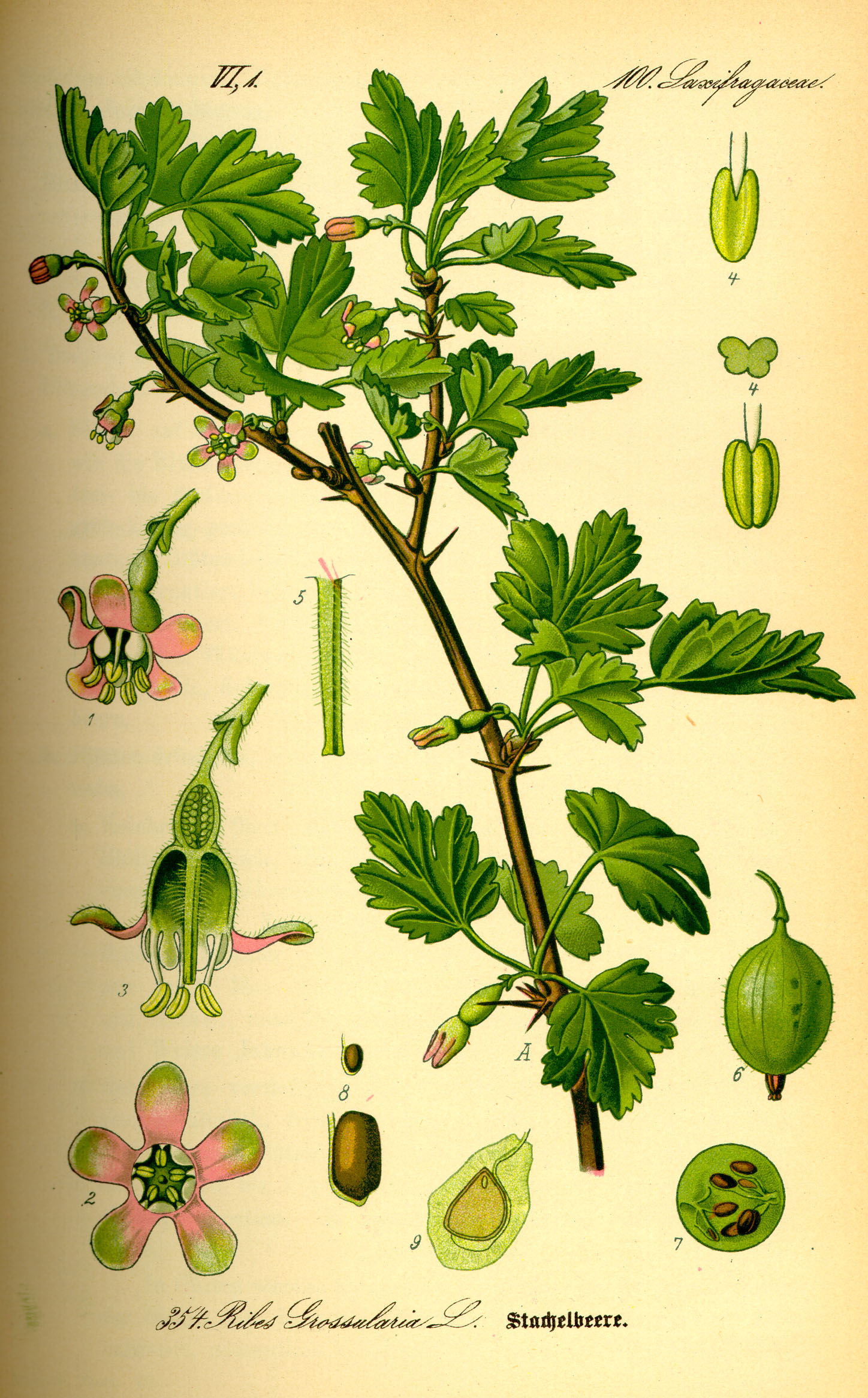
انگورفرنگی اثر اتو ویلهلم توم (Otto Wilhelm Thomé) (۱۸۸۵) که پیچش متمایز گلبرگ‌های گل را نشان می‌دهد.

### در تاریخ
کاشت غازتوت در قرن نوزدهم در بریتانیا رایج بود. نسخه ۱۸۷۹ دایرةالمعارف بریتانیکا غازتوت را چنین توصیف می‌کند
غازتوت بومی بسیاری از مناطق اروپا و آسیای‌غربی است و به‌طور طبیعی در بیشه‌های آلپ و جنگل‌های صخره‌ای در پایین کشور، از فرانسه به سمت شرق، تا هیمالیا و شبه‌جزیره هند رشد می‌کند. در بریتانیا، اغلب در لاشه‌ها و پرچین‌ها و در مورد خرابه‌های قدیمی یافت می‌شود، اما غازتوت آنقدر طولانی کشت شده است که تشخیص بوته‌های وحشی از بوته‌های رمیده، یا تعیین محل قرارگیری غازتوت در فلور بومی آن دشوار است. جزیره از آنجایی که اکنون در برخی از دامنه‌های پایین‌تر کوه‌های آلپ پیمونت و ساوی وجود دارد، مشخص نیست که آیا رومی‌ها با غازتوت آشنا بوده‌اند یا خیر، اگرچه ممکن است در قسمتی مبهم از تاریخ طبیعی پلینی بزرگتر به آن اشاره شود. تابستان‌های گرم ایتالیا، در زمان‌های قدیم مانند امروز، برای کشت آن نامطلوب بود. اگرچه غازتوت در حال حاضر در آلمان و فرانسه به وفور یافت می‌شود، به نظر می‌رسد که در قرون وسطی زیاد در آنجا رشد نکرده باشد، اگرچه این میوه وحشی به دلیل خاصیت خنک‌کنندگی آب اسید آن در تب، از نظر دارویی مورد احترام بوده است. در حالی که نام انگلیسی قدیمی توت‌فیا (Fea-berry)، که هنوز در برخی از گویش‌های استانی باقی مانده است، نشان می‌دهد که در بریتانیا نیز ارزش مشابهی داشت، جایی که در دوره‌های نسبتاً اولیه در باغ‌ها کاشته می‌شد.
ویلیام ترنر (William Turner) غازتوت را در کتابچه گیاهان خود که در اواسط قرن شانزدهم نوشته شده است، توصیف می‌کند و چند سال بعد از آن در یکی از قافیه‌های عجیب توماس توسر به‌عنوان یک شی معمولی فرهنگ باغ یاد می‌شود. جوره‌های بهبود یافته احتمالاً اولین بار توسط باغبان ماهر هلندی پرورش یافتند، که نام آنها برای میوه کرویزبری (Kruisbezie)، ممکن است به کلمه بومی انگلیسی کنونی مخدوش شده باشد. در اواخر قرن هجدهم، غازتوت به یک شی مورد علاقه باغبانی کلبه‌ای تبدیل شد، به ویژه در لنکاوی، جایی که نخ‌ریسی‌ها انواع مختلفی از بذرها را پرورش دادند و تلاش آنها عمدتاً برای افزایش اندازه میوه بود.
از میان صدها گونه‌ای که در کارهای باغبانی اخیر برشمرده شده‌اند، شاید تعداد کمی از آن‌ها از نظر عطر و طعم با برخی از ساکنان قدیمی‌تر باغ میوه‌ها، مانند کهربای قرمز خشن قدیمی و کهربایی مودار برابر باشند. به نظر می‌رسد آب و هوای جزایر بریتانیا برای به کمال رساندن غازتوت مناسب است و ممکن است حتی در شمالی‌ترین بخش‌های اسکاتلند نیز با موفقیت رشد کند. در واقع، گفته می‌شود که طعم میوه با افزایش عرض جغرافیایی بهبود می‌یابد. حتی در نروژ، بوته در باغ‌های ساحل غربی تقریباً تا دایره قطب شمال شکوفا می‌شود و به‌طور وحشی تا ۶۳ درجه شمالی یافت می‌شود. تابستان‌های خشک دشت‌های فرانسه و آلمان برای آن کمتر مناسب است، اگرچه در برخی مناطق تپه‌ای با موفقیت قابل تحمل رشد می‌کند. غازتوت در جنوب انگلستان در شرایط خنک به خوبی رشد می‌کند و ممکن است گاهی در باغ‌های نزدیک لندن در زیر سایه جزئی درختان سیب شکوفا شود، اما در شمال به قرار گرفتن کامل در معرض نور خورشید نیاز دارد تا میوه را به کمال برساند. تقریباً در هر خاکی موفق خواهد بود، اما آبرفت‌های لومی غنی یا سیاه را ترجیح می‌دهد، و اگرچه طبیعتاً گیاهی در مکان‌های نسبتاً خشک است، اما اگر زهکشی شود در زمین‌های مرطوب خوب عمل می‌کند.
غازتوت در آمریکای شمالی پرجمعیت‌تر بود، قبل از اینکه مشخص شود زنگار را حمل می‌کند که برای کاج‌های خاصی کشنده است و در نتیجه از مناطق جنگلی حذف می‌شود.

### کشت مدرن

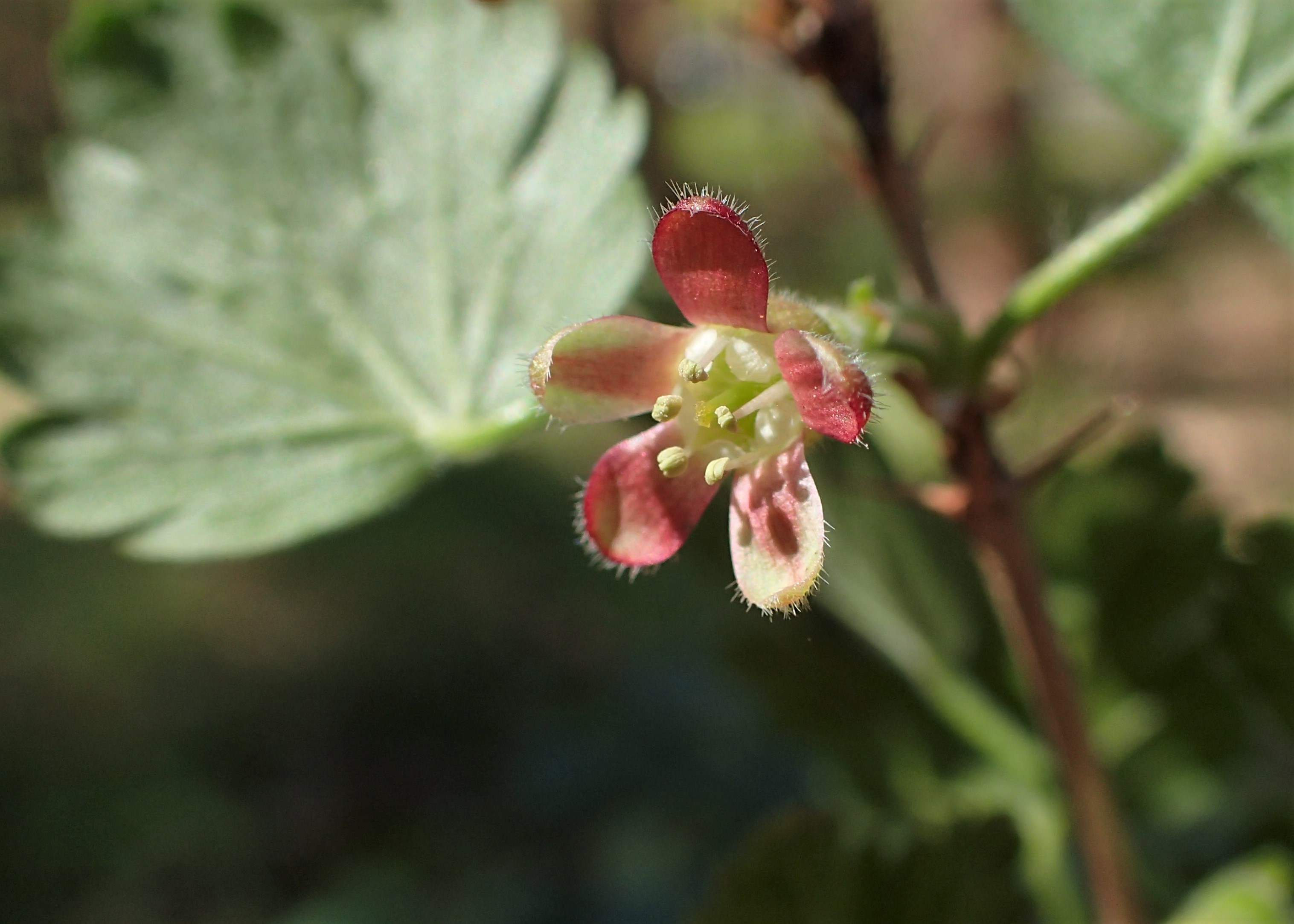
گل در غازتوت

انسان‌ها غازتوت را به‌عنوان زیستگاه حشرات یا مستقیماً برای میوه‌های شیرین کشت می‌کنند. ارقام متعددی برای استفاده تجاری و خانگی توسعه داده شده است. از موارد قابل توجه، کرلس (Careless)، گرین‌فینچ (Greenfinch)، اینویکتا (Invicta)، لولر (Leveler) و وینهام اینداستری (Whinham's Industry) هستند که انجمن سلطنتی باغبانی جایزه گاردن مریت را به آنها اعطا کرده است.
غازتوت معمولاً از قلمه‌ها به جای بذر پرورش می‌یابد. قلمه‌های کاشته شده در پاییز به‌سرعت ریشه می‌دهند و در عرض چند سال شروع به میوه دادن می‌کنند. با این وجود، بوته‌هایی که از بذر کاشته می‌شوند نیز به سرعت به بلوغ می‌رسند، مقاومت مشابهی نسبت به آفات نشان می‌دهند و عملکرد زیادی دارند. میوه بر روی خارهای جانبی و شاخساره‌های سال قبل تولید می‌شود.
غازتوت باید هرس شود تا فضای داخلی عایق شود و برای شاخه‌های سال بعد فضا ایجاد شود و همچنین هنگام چیدن خراش ناشی از خارها کاهش یابد. شاخه‌های پوشانده را می‌توان به‌طور کامل با توت‌ها قطع کرد (و اغلب نیز قطع می‌شوند) بدون اینکه به گیاه آسیب جدی وارد شود. کمپوست نیتروژن سنگین باعث رشد بیش از حد می‌شود و بوته را به کپک ضعیف می‌کند.

### آفات قارچی
غازتوت، مانند سایر اعضای جنس انگورفرنگی، در چندین ایالت ایالات‌متحده ممنوع یا محدود شده است، زیرا آنها میزبان ثانویه (Cronartium ribicola) برای زنگ تاول کاج سفید هستند.

### زیستگاه حشرات

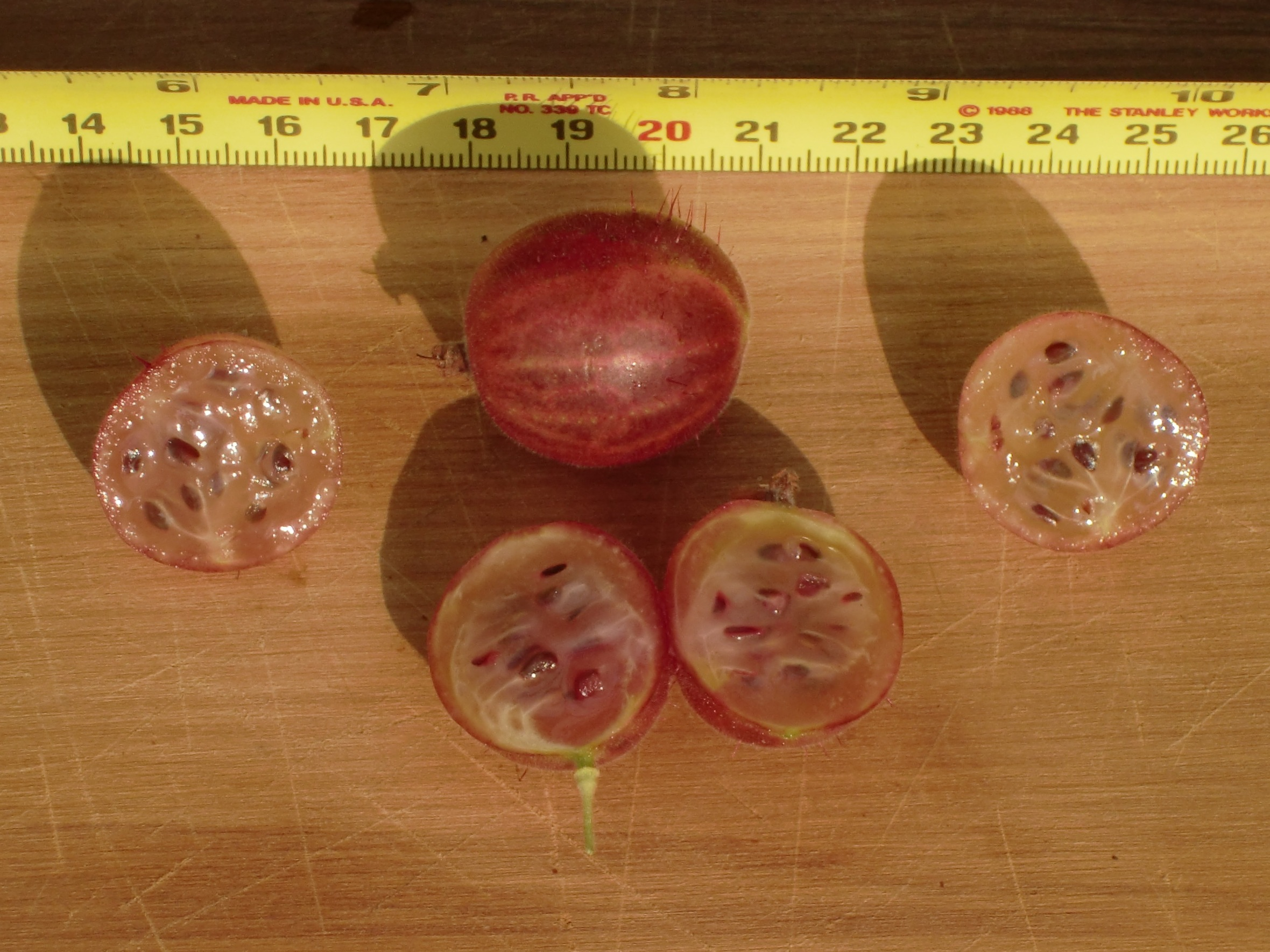
غازتوت برش خورده که بذرها را نشان می‌دهد.

بوته‌های غازتوت میزبان کرم‌های شب‌پره زاغی هستند. گیاهان غازتوت همچنین یک گیاه میزبان ترجیحی برای پروانه کاما (Polygonia c album) هستند، که لاروهای آن اغلب در مرحله نمو از گیاه تغذیه می‌کنند، شب‌پره ماکاریا (Macaria wauaria) و مگس‌اره غازتوت (Nematus ribesii). مگس‌اره غازتوت خود را در زمین دفن می‌کنند تا شفیره شوند. پس از تفریخ به شکل بالغ، آنها تخم‌های خود را می‌گذارند که در قسمت زیرین برگ‌های غازتوت به‌صورت لارو بیرون می‌آیند.

## مصارف آشپزی
غازتوت خوراکی است و می‌توان آن را به‌صورت خام خورد، یا به‌عنوان ماده‌ای در دسرها، مانند پای، فول‌ها و کرامبل‌ها، پخته شد. چیدن اولیه معمولاً ترش است و برای استفاده در آشپزی مناسب‌تر است. این شامل بیشتر غازتوت‌های سوپرمارکتی می‌شود که اغلب قبل از رسیدن کامل چیده می‌شوند تا ماندگاری آنها افزایش یابد. غازتوت همچنین برای طعم دادن به نوشیدنی‌هایی مانند نوشابه، آب طعم‌دار یا شیر استفاده می‌شود و می‌توان آن را به شراب میوه و چای تبدیل کرد. غازتوت را می‌توان به شکل مربا، میوه خشک، به‌عنوان ماده اولیه یا ثانویه در ترشی نگهداری کرد، یا در شربت شکر نگهداری کرد یا در شکلات سفید.

### تغذیه
غازتوت خام دارای ۸۸٪ آب، ۱۰٪ کربوهیدرات و ۱٪ چربی و پروتئین است. در مقدار مرجع ۱۰۰ گرم، غازتوت خام ۴۴ کالری را تأمین می‌کند و منبعی غنی از ویتامین سی (۳۱٪ از ارزش روزانه) است، بدون هیچ ریزمغذی دیگری در محتوای قابل توجهی.